# Laymert Garcia dos Santos
Laymert Garcia dos Santos (Itápolis, 1948) é um sociólogo, professor e ensaísta brasileiro. Doutor em Ciências da Informação pela Universidade Paris VII (1980), lecionou Sociologia da Tecnologia, como professor titular do Instituto de Filosofia e Ciências Humanas (IFCH) da Universidade Estadual de Campinas (Unicamp), até se aposentar, em 2012. Foi professor visitante no St. Antony’s College  da Universidade de Oxford durante o ano letivo de 1992-1993. Tem atuação na área de sociologia da tecnologia, em especial nas relações entre tecnologia e sociedade, cultura e política, também escreve regularmente sobre arte contemporânea.
Graduado em Comunicação Social (Jornalismo) pela  Universidade Federal do Rio de Janeiro (1969), obteve o mestrado em Sociologie des Sociétés Industrielles na École des hautes études en sciences sociales (1975) sob orientação de Gérard Métayer (dissertação: Les rapports entre télédistribution et téléinformatique: bilan de l’évotution du probleme dans le monde des idées et réalisations), e o doutorado em Sciences de l’Information na Universidade Paris VII – Denis Diderot, em 1980 sob orientação de Armand Mattelart (tese: Les dérèglements de la rationalité,  publicada no Brasil em 1981, com o título Desregulagens: educação, planejamento e tecnologia como ferramenta social). Durante seus dez anos de estudos e  pesquisas na França, frequentou cursos de Michel Foucault e  Gilles Deleuze, e estudou as obras desses e outros filósofos franceses (com destaque para Henri Bergson e Gilbert Simondon) que viriam a influenciar significativamente seus escritos subsequentes.
De volta ao Brasil em 1981, lecionou na Pontifícia Universidade Católica de São Paulo (1981 - 1986) e, por um curto período, na Fundação Getúlio Vargas. Em seguida tornou-se docente da Faculdade de Educação da Unicamp. Na época, suas publicações concentravam-se principalmente na análise crítica dos usos educacionais e culturais de tecnologias da informação. 
Em 1982, publicou uma importante tradução bilíngue do Discours de la servitude volontaire, de Étienne de La Boétie, com comentários de Pierre Clastres, Claude Lefort e Marilena Chaui. No mesmo ano, aproxima-se de Félix Guattari, com quem realiza uma entrevista, depois publicada em Guattari — Confrontações.. 
Em 1994, transfere-se para o Departamento de Sociologia do IFCH - Unicamp, onde passou a se dedicar ao estudo da problemática socioambiental, em um contexto de "predação hi-tech" e racionalidade neoliberal, mediante um acompanhamento atento e criterioso dos avanços tecnocientíficos nos campos da informática e da genética (biotecnologia). Ainda nos anos 1990, engajou-se nos trabalhos da Comissão Índios no Brasil, na Comissão Pró-Yanomami (CCPY) – em especial na pessoa de Davi Kopenawa – e no Instituto Socioambiental (ISA). Nesse período, sua produção sociológica vai no sentido de articular, teórica e praticamente, arte, tecnologia, ciência e xamanismo. Parte dessa  produção foi reunida em Politizar as novas tecnologias: o impacto sócio-técnico da informação digital e genética, de 2003.
Ao longo dos anos 2000, dedicou-se aos aspectos tecnoestéticos e cosmopolíticos  da crise socioambiental global. Nesse contexto, dividiu com Cynthia Morrison-Bell a curadoria da exposição coletiva Citizens, na Pitzhanger Manor and Gallery de Londres, em 2005.
Em 2007, a convite do então Ministro da Cultura, Gilberto Gil, integrou o Conselho Nacional de Política Cultural. Entre 2009 e 2010, dirigiu a Fundação Bienal de São Paulo. 
Na segunda metade da década de 2000, envolveu-se em uma colaboração cruzada entre xamãs yanomami, pesquisadores de diversas áreas e artistas brasileiros e europeus visando a realização da ópera multimídia Amazonas – Teatro música em três partes, apresentada em 2010 na Alemanha e no Brasil, e cuja concepção artística o sociólogo dividiu com os artistas Peter Ruzicka e Peter Weibel. Essa colaboração culminou, em 2011, num encontro de 40 xamãs yanomami na comunidade Watoriki, em Roraima, objeto do filme Xapiri (lançado em 2012), cuja direção Laymert dividiu com Bruce Albert, Stella Senra, Leandro Lima e Gisela Motta. Ainda em 2011, Laymert ministrou sua última disciplina  na Unicamp, dedicada totalmente à obra de Gilbert Simondon, antes de se aposentar, em 2012.